# Baltic Basketball League
Die Baltic Basketball League war eine Basketballliga aus den baltischen Staaten Estland, Lettland und Litauen. Außerdem nahm auch die Mannschaft BK Barsy Atyrau aus Kasachstan  und Teams aus Schweden, Finnland und Russland teil.
Die BBL wurde im Jahre 2004 nach dem Vorbild der Adria-Liga gegründet. 
Nach der Saison 2017/18 gab die Liga bekannt, dass sie ihren Betrieb einstellt.

## Spielmodus
Im aktuellen Spielmodus für die Saison 2015/16 spielen zunächst 14 Teams in zwei Gruppen in einer Runde jeder gegen jeden. Die fünf Besten jeder Gruppe und der bessere Sechstplatzierte qualifizieren sich für das Play-off-Achtelfinale. Hinzu kommen in den Play-offs fünf Mannschaften, die zuvor an den europäischen Wettbewerben wie dem FIBA Europe Cup teilnehmen.

## Teilnehmer (Saison 2016/17)
| Gruppe A              | Gruppe B           | Play-off           |
| --------------------- | ------------------ | ------------------ |
| KK Rapla              | BC Rakvere Tarvas  | KK Šiauliai        |
| KK Pärnu              | TTÜ KK             | BK Ventspils       |
| BC Tallinna Kalev     | BK Liepājas Lauvas | Juventus Utena     |
| BK Valmiera           | BK Jēkabpils       | Tartu Rock         |
| BK Barons Rīga        | BK Jūrmala         | BC Pieno žvaigždės |
| Lietkabelis Panevėžys | BC Vytautas        |                    |
| KK Nevėžis Kėdainiai  | BK Barsy Atyrau    |                    |

## Basketballmeister
| Baltic-League-Sieger nach Teams | Baltic-League-Sieger nach Teams | Baltic-League-Sieger nach Teams | Baltic-League-Sieger nach Teams | Baltic-League-Sieger nach Teams | Baltic-League-Sieger nach Teams |
| Platz                           | Team                            | Gold                            | Silber                          | Bronze                          | Gesamt                          |
| ------------------------------- | ------------------------------- | ------------------------------- | ------------------------------- | ------------------------------- | ------------------------------- |
| 1                               | Žalgiris Kaunas                 | 5                               | 3                               | 0                               | 8                               |
| 2                               | Lietuvos Rytas                  | 3                               | 4                               | 1                               | 8                               |
| 3                               | KK Šiauliai                     | 3                               | 0                               | 1                               | 4                               |
| 4                               | BC Vytautas                     | 1                               | 2                               | 0                               | 3                               |
| 5                               | BK Ventspils                    | 1                               | 1                               | 3                               | 5                               |
| 6                               | Pieno žvaigždės Pasvalys        | 1                               | 0                               | 0                               | 1                               |
| 7                               | Tartu Rock                      | 0                               | 1                               | 2                               | 3                               |
| 8                               | VEF Rīga                        | 0                               | 1                               | 0                               | 1                               |
| 9                               | ASK Riga                        | 0                               | 0                               | 2                               | 2                               |
| 10                              | Barons Rīga                     | 0                               | 0                               | 1                               | 1                               |
| 11                              | Tampereen Pyrintö               | 0                               | 0                               | 1                               | 1                               |
| 11                              | Juventus Utena                  | 0                               | 0                               | 1                               | 1                               |
| 11                              | Lietkabelis Panevėžys           | 0                               | 0                               | 1                               | 1                               |
| 11                              | BK Jūrmala                      | 0                               | 0                               | 1                               | 1                               |

| Baltic-League-Sieger nach Land | Baltic-League-Sieger nach Land | Baltic-League-Sieger nach Land | Baltic-League-Sieger nach Land | Baltic-League-Sieger nach Land | Baltic-League-Sieger nach Land |
| Platz                          | Land                           | Gold                           | Silber                         | Bronze                         | Gesamt                         |
| ------------------------------ | ------------------------------ | ------------------------------ | ------------------------------ | ------------------------------ | ------------------------------ |
| 1                              | Litauen                        | 13                             | 10                             | 4                              | 25                             |
| 2                              | Lettland                       | 1                              | 3                              | 6                              | 9                              |
| 3                              | Estland                        | 0                              | 1                              | 3                              | 4                              |

- 2017/18: Pieno žvaigždės Pasvalys – BK Jūrmala – 98:80; 76:68
- 2016/17: BC Vytautas – BC Pieno žvaigždės – 85:88; 89:74
- 2015/16: KK Šiauliai – Tartu Rock – 74:81; 102:76
- 2014/15: KK Šiauliai – BK Ventspils – 68:70; 88:80
- 2013/14: KK Šiauliai – TonyBet Prienai – 62:57; 78:66
- 2012/13: BK Ventspils – Rudupis Prienai – 91:69; 70:73
- 2011/12: Žalgiris Kaunas – Lietuvos Rytas – 74:70 in Šiauliai
- 2010/11: Žalgiris Kaunas – VEF Riga – 75:67 in Kaunas
- 2009/10: Žalgiris Kaunas – Lietuvos Rytas – 73:66 in Vilnius
- 2008/09: Lietuvos Rytas – Žalgiris Kaunas – 97:74 in Tartu
- 2007/08: Žalgiris Kaunas – Lietuvos Rytas – 86:84 in Šiauliai
- 2006/07: Lietuvos Rytas – Žalgiris Kaunas – 81:77 in Riga
- 2005/06: Lietuvos Rytas – Žalgiris Kaunas – 86:74 in Tallinn
- 2004/05: Žalgiris Kaunas – Lietuvos Rytas – 64:60 in Vilnius

## Damen-BBL
Daneben gibt es auch die Baltic Women Basketball League (BWBL) mit derzeit 10 Teams.